# NGC 2454
NGC 2454 је спирална галаксија у сазвежђу Близанци која се налази на NGC листи објеката дубоког неба.
Деклинација објекта је + 16° 22' 9" а ректасцензија 7h 50m 34,9s. Привидна величина (магнитуда) објекта NGC 2454 износи 14,0 а фотографска магнитуда 14,8. NGC 2454 је још познат и под ознакама UGC 4053, MCG 3-20-15, CGCG 87-44, ARAK 143, PGC 21963.